# Otto Herold
Otto Herold (* 27. Februar 1848 in Chur; † 2. Februar 1945 in Winterthur) war ein Schweizer evangelischer Theologe und Wegbereiter der ökumenischen Bewegung.

## Leben
Otto Herold wurde am 27. Februar 1848 als Sohn des Pfarrers Leonhard Herold in Chur geboren. Er studierte Theologie an den Universitäten Lausanne, Zürich, Heidelberg und Berlin. Er wurde im Jahr 1870 ordiniert und lebte danach bis 1872 als Hauslehrer in London. 1872 wurde er zum Pfarrer der Glarner Gemeinde Schwanden gewählt. Er wechselte von dort 1878 als Pfarrer nach Winterthur, wo er bis 1918 im Amt verblieb. 
In Winterthur begann Herold eine umfangreiche Tätigkeit. So war er während der Bundesintervention nach dem Tessiner Putsch als Feldprediger im Einsatz. Im Jahr 1895 wurde er zum Dekan gewählt und übte dieses Amt bis 1911 aus. In Winterthur war er Mitglied in der Herrenstuben-Gesellschaft, die er von 1896 bis 1917 als Stubenmeister präsidierte, Ehrenmitglied in der Vitodurania, und Gründungspräsident der Sektion Winterthur des SAC. Ab 1903 fungierte Herold ausserdem als Mitglied sowie ab 1910 als Präsident des Zürcher Kirchenrates. Danach wirkte er von 1921 bis 1930 als Präsident des Schweizerischen Evangelischen Kirchenbundes.
Otto Herold ehelichte im Jahre 1884 Ida Weber. Er verstarb am 2. Februar 1945 im Alter von fast 97 Jahren in Winterthur.

## Wirken
Otto Herold verband liberale Theologie mit ökumenischer Weite. Er war aktiv in der Friedensorganisation Weltbund für Freundschaftsarbeit der Kirchen, leitete 1922 in Kopenhagen eine internationale Tagung für zwischenkirchliche Hilfe und nahm 1925 an der Stockholmer Weltkirchenkonferenz und 1927 an der Weltkonferenz für Glauben und Kirchenverfassung in Lausanne teil. Er verfasste mehrere Werke zur Schul-, Sozial-, Missions- und zur kirchlichen Zeitgeschichte. Otto Herold war einer der bedeutendsten Wegbereiter der ökumenischen Bewegung in der Schweiz.

## Ehrung
- Ehrendoktorat der Theologie der Universität Zürich, 1918

## Schriften
- Geschichte der Kirchgemeinde Schwanden. 1875.
- Bilder aus der Geschichte und Geographie des Kantons Glarus. 1879.
- Die Aufgabe der Kirche in der Gegenwart. 1884.
- Die Wohlfahrtseinrichtungen in Winterthur. 1900.
- Das ewige Leben im irdischen Leben. 1902.
- Feldpredigt, gehalten in Winterthur vor dem Schützenbataillon 6. 1904.
- Thomas Barnardo. 1906.
- Geschichte der Hülfsgesellschaft Winterthur 1812–1912. 1912.
- David Livingstone. 1922.
- Unsere Landeskirche. 1923.
- Die Weltkirchenkonfenrez in Stockholm. 1925.
- Ultra montes, eine Ferienreise. 1927.
- Geschichte der Sektion Winterthur des S.A.C. Mit August Bohli, 1928.

## Fussnoten
1. ↑  Alfred Ziegler: Die Gesellschaft der Herrenstube zu Winterthur. Bis zur Gegenwart nachgeführt und mit einem Anhang versehen von Hans Klaui. Hrsg. von der Herrenstubengesellschaft Winterthur, Winterthur 1956, S. 124.
2. ↑  Peter Hauser: Die «Vito»: das einstige Winterthurer «Who is who». In: Gesellschaft Winterthurer Jahrbuch (Hrsg.): Winterthurer Jahrbuch 2015. Winterthur 2014, ISBN 978-3-9524286-1-0, S. 142.
3. ↑  Martin Sallmann: Die Oxfordgruppe beim Bundesrat und im Parlament in Bern (1935). Konvergenzen religiöser und politischer Überzeugungen bei Bundesrat Rudolf Minger und der Oxfordgruppe. In: Ulrich Gäbler, Martin Sallmann, Hans Schneider (Hg.): Schweizer Kirchengeschichte – neu reflektiert. Festschrift für Rudolf Dellsperger zum 65. Geburtstag. Peter Lang, Bern 2011, ISBN 978-3-0343-0430-6, S. 307–338, hier S. 309.